# Estat d'Aden

bandera

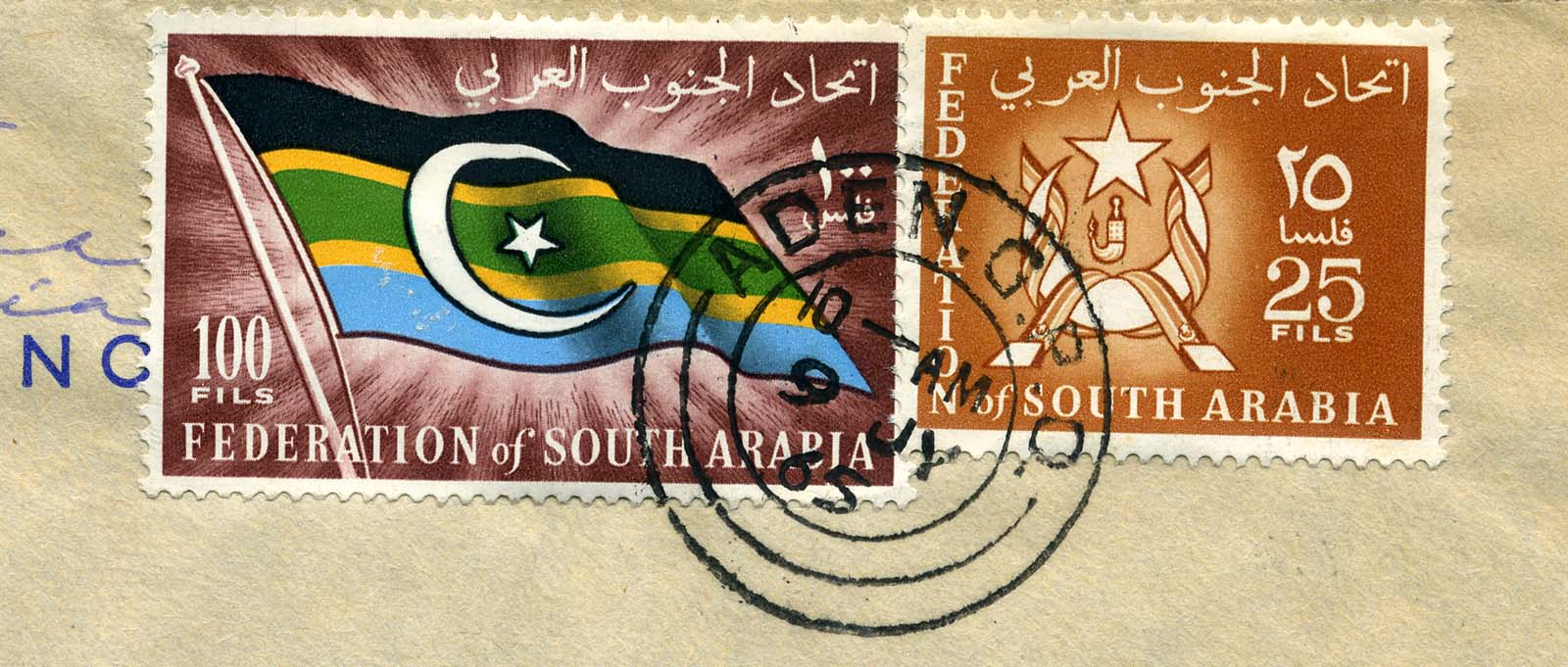
Segells de la federació

L'Estat d'Aden (àrab: ولابة عدن, Wilāyat ʿAdan) fou una entitat colonial britànica al Iemen formada per l'antiga colònia d'Aden. El 18 de gener de 1963 la colònia va rebre una nova constitució que la transformava en un estat, gaudint d'autonomia interna limitada.

## Administració
L'administració corresponia a un Alt Comissionat britànic amb un gabinet responsable dirigit per un ministre en cap (chief minister). El primer que va exercir el càrrec d'Alt Comissionat fou l'antic governador Sir Charles Hepburn Johnston, però l'arquitecte de la nova federació fou Sir Gerald Kennedy Nicholas Trevaskis. La Federació disposava d'un exèrcit (Federal Regular Army FRA) i una guàrdia nacional (Federal National Guard).
Com a ministre en cap fou nomenat (el dia abans de la formació de l'estat) Hassan Ali Bayumi, nascut a Aden el 1915, educat a Egipte i habitant de Cràter, però el 7 d'abril va haver de ser ingressat en un hospital i després fou portat a Londres on va morir el 24 de juny. El va substituir el 9 de juliol Zayn Abdu Baharun, un negociant privat de família originària de l'Hadramaut, i amb títol de sayid complint íntegrament el seu mandat de tres anys.

## Bandera
L'estat va adoptar bandera el mateix 18 de gener de 1963. Era de tres franges horitzontals, blava, blanca i blava, amb trapeci vermell a la part del pal. Va desaparèixer el novembre de 1967.

## Antecedents
El 1961 Aden va esdevenir la principal base militar britànica i quarter general del comandament de l'Orient Mitjà. Es van construir habitatges per a militars i funcionaris en terrenys expropiats a Maalla, on es van cometre tota mena d'abusos però els constructors van fer grans fortunes.
Després del cop d'estat republicà al Iemen el 1962, aquest país, amb el suport egipci, pretenia incorporar la colònia i protectorat d'Aden (occidental i oriental) en el seu estat. Gran Bretanya va considerar convenient preparar la independència dels territoris sota el seu control, i seguint l'exemple de Malàisia, on les antigues colònies van esdevenir estats al costat dels soldanats, va promoure la transformació d'Aden en un estat per unir-se a la Federació d'Emirats Àrabs del Sud. Aquesta federació, amb la incorporació d'Aden, va haver de canviar el seu nom a Federació d'Aràbia del Sud.
El setembre de 1962 es van produir a Aden, especialment al barri de Cràter, violentes manifestacions contra aquesta decisió, que foren reprimides per la policia. Els habitants d'Aden desconfiaven dels àrabs muntanyesos, de mala reputació, mentre ells eren comerciants, artesans, funcionaris o treballadors; tampoc els residents indis estaven a favor de la barreja amb els àrabs de més enllà de la colònia. Els treballs del nou port els van fer emigrants iemenites i somalis i això va augmentar el descontentament; els joves d'Aden van nodrir el nacionalisme sud iemenita, oposat al domini dels xeics, soldans i emirs feudals sobre la població; però les tribus de les muntanyes aportaven la majoria dels membres de la FRA i la FNG, mentre els habitants d'Aden només tenien accés a la policia.

## El conflicte armat
Les operacions guerrilleres van començar el 1963 amb la formació del Front Nacional d'Alliberament (FNA) amb el projecte d'expulsar els britànics. Ja existien la Lliga d'Aràbia Meridional, nacionalista àrab formada el 1951, i el Front d'Alliberament del Iemen del Sud Ocupat (FLOSY, Front for the Liberation of Occupied South Yemen) però el primer va tenir un paper molt limitat i el segon tenia el seu suport a Aden, mentre el FNA, de base més àmplia, gaudia del suport egipci i dels països comunistes.
El primer atac fou el llançament d'una granada contra l'alt comissionat Sir Gerald Kennedy Nicholas Trevaskis el 10 de desembre de 1963, en què una persona va morir i cinquanta van ser ferides, però el governant britànic va sortir il·lès. Es va declarar l'estat d'emergència a Aden.
El 1964 la lluita es va traslladar a les muntanyes de Radfan, a la frontera amb el Iemen, on es va revoltar la tribu qutaibi de Dhala, que amb la formació de la federació havia perdut el tradicional dret de peatge dels viatgers que anaven entre Dhala i Aden, i que va rebre suport egipci en armament i diners. Després de mesos de combats (vegeu Radfan) al setembre la situació a les muntanyes estava sota control.
Llavors el FNA va tornar als seus atacs selectius a l'estat d'Aden. El juliol, en el llibre blanc de la Defensa, el primer ministre Harold Wilson va anunciar que la Federació seria independent el 1968 però que les tropes britàniques romandrien al territori, a la base d'Aden. El 24 de desembre de 1964 es va produir un nou atac selectiu, una bomba contra un grup de joves britànics inici d'una sèrie d'atacs que buscaven foragitar als britànics. Els guerrillers s'amagaven a les coves de Cràter i de Shaikh Othman i la població els donava suport. Les carreteres foren minades i encara que al principi els atacs eren pocs professionals, progressivament van anar guanyant eficàcia.
El 1965 les accions guerrilleres van ser 286, que van pujar a 510 al 1966 i a 2900 el 1967 amb uns 2900 morts. El govern britànic va haver d'enviar a Aden al Primer batalló del Kings Own Yorkshire Light Infantry; les tropes foren enviades a Radfan a la base de la conca del Thumier. Els boines verdes, dirigits pel tinent coronel Saltonstall, van practicar mesures radicals i van aconseguir fer disminuir l'activitat opositora; vigilàncies, bloquejos de carreteres, patrulles agressives i operacions d'acordonament i recerca; potser s'haguera pogut dominar la situació però el govern britànic no volia mantenir la despesa militar i va publicar (gener del 1966) un llibre blanc on s'anuncià que els britànics abandonarien la seva base d'Aden, el que va fer perdre tot suport als britànics, ja que els que hi col·laboraven van veure que serien abandonats. Es va anunciar la derogació dels tractats de protectorat el que suposava de fet el final de la federació (anunciat pel 1968). El nombre de baixes britàniques (ferits) va començar a pujar (2 mort i 25 ferits el 1964, 6 morts i 83 ferits el 1965, 5 morts i 218 ferits el 1966 i 44 morts i 325 ferits el 1967).

## Situació política

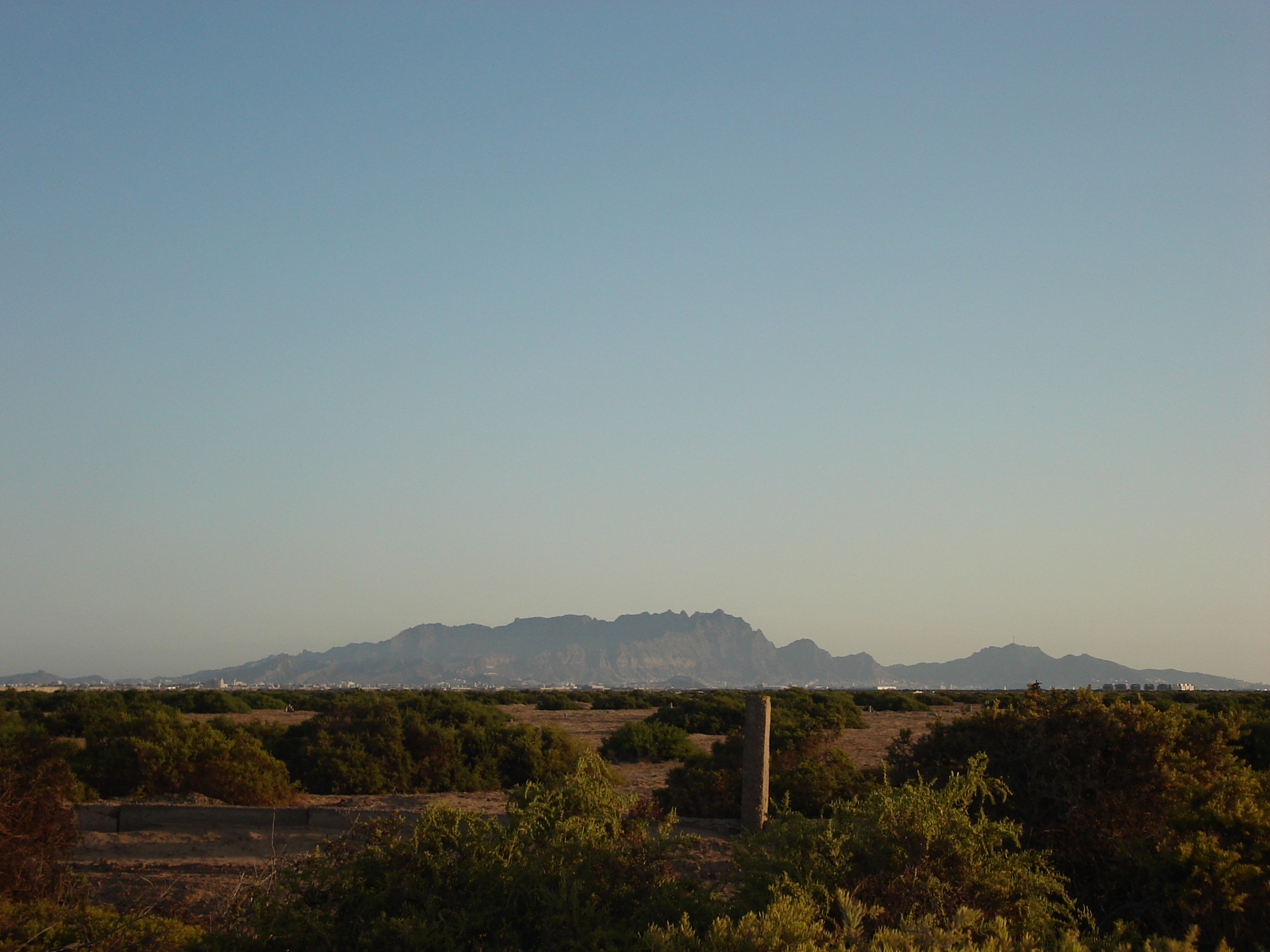
Vista de Cràter

Els ministres d'Aden a la federació van dimitir el 1965; durant aquest any o el 1966 altres ministres van marxar als seus estats o van fugir a l'Aràbia Saudita; el primer ministre Abdul-Qawi Hassan Makkawi fou destituït (25 de setembre de 1965) per l'Alt Comissionat, per mostrar simpaties per Gamal Abdel Nasser, el president egipci, i haver refusat condemnar un atemptat i va marxar a l'exili a Egipte on va anunciar el seu ingrés al FLOSY. L'ONU va amonestar a Gran Bretanya per la seva mala gestió colonial i finalment el govern britànic va cessar a Sir Richard Gordon Turnbull i va nomenar a Sir Humphrey Trevelyan (després lord) amb l'orde (secreta) d'acabar com més aviat millor amb la situació.
El maig de 1967 va començar una verdadera revolta armada i els rebels van dominar Shaikh Othman fins que fou recuperat pels britànics del primer batalló del Regiment de Paracaigudistes. El 20 de juny la guàrdia nacional es va amotinar a Champion Lines i la policia d'Aden la va seguir a Cràter; per un breu període Cràter va quedar en mans dels revolucionaris però fou recuperada pel Primer batalló d'Highlanders d'Argyll i Sutherland. L'enfrontament es va traslladar llavors a les dues faccions (FNA i FLOSY) pel poder. 240 homes dels dos grups van morir en aquestes lluites i els ferits foren més de 550. A l'agost una dotzena d'estats de la federació s'havien declarat ja pel FNA. El FLOSY es va extingir progressivament.
La retirada britànica es va fer en 24 hores. El 28 de novembre l'alt comissionat va pujar al vaixell HMS Eagle, va rebre la darrera salutació, i va sortir cap a Londres. El 29 de novembre el comandant de la guarnició major general Philip Tower va transferir el poder a l'Exèrcit d'Aràbia Meridional, format per la Federal Regular Force i part de la Federal National Guard) i va sortir en helicòpter. L'estat d'Aden va deixar d'existir.

## Llista de governants
- Alts Comissionats:
  - 18 de gener de 1963 - 17 de juliol de 1963 Sir Charles Hepburn Johnston
  - 17 de juliol de 1963 - 21 de desembre de 1964 Sir Gerald Kennedy Nicholas Trevaskis
  - 21 de desembre de 1964 - 22 de maig de 1967 Sir Richard Gordon Turnbull
  - 22 de maig de 1967 - 30 de novembre de 1967 Sir Humphrey Trevelyan
- Ministres en cap
  - 17 de gener de 1963 - 24 de juny de 1963 Hassan Ali Bayumi
  - 9 de juliol de 1963 - 23 de gener de 1965 Zayn Abdu Baharun
  - 7 de març de 1965 - 25 de setembre de 1965 Abdul-Qawi Hassan Makkawi
  - 25 de setembre de 1965 - 30 d'agost de 1966 Ali Musa al-Babakr
  - 30 d'agost de 1966 - 30 de novembre de 1967 Salih al-Awadli